# Exmoor-uhyret
Exmoor-uhyret er en slags spøgelseskat der siges at være set i Exmoor i England, og som siges at spise får. Folk der påstår at have set dette dyr siger at det er en puma. I 1990'erne tog den danske kryptozoolog Lars Thomas til Exmoor, og han mente helt bestemt at dette dyr fandtes. Egentlig er der ikke nogle beviser for at dette væsen eksisterer.